# Haute Cime
La Haute Cime est la plus haute des dents du Midi et culmine à 3 257 mètres. Un sentier raide et caillouteux partant du col de Susanfe permet d'y accéder.

## Itinéraire

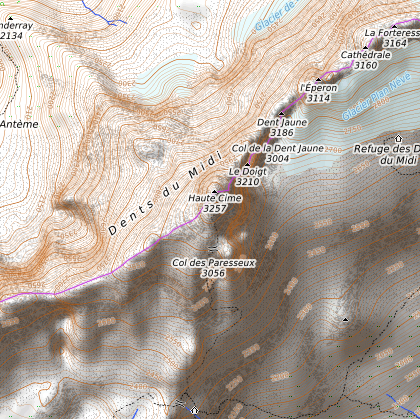
Carte topographique de la Haute Cime

Depuis le parking du Grand Paradis à côté de Champéry dans le val d'Illiez, le sentier passe par :
- l'alpage de Bonavau, 1 550 mètres
- le Pas d'Encel, 1 798 mètres
- la cabane de Susanfe, 2 102 mètres (où il est possible de manger et passer la nuit)

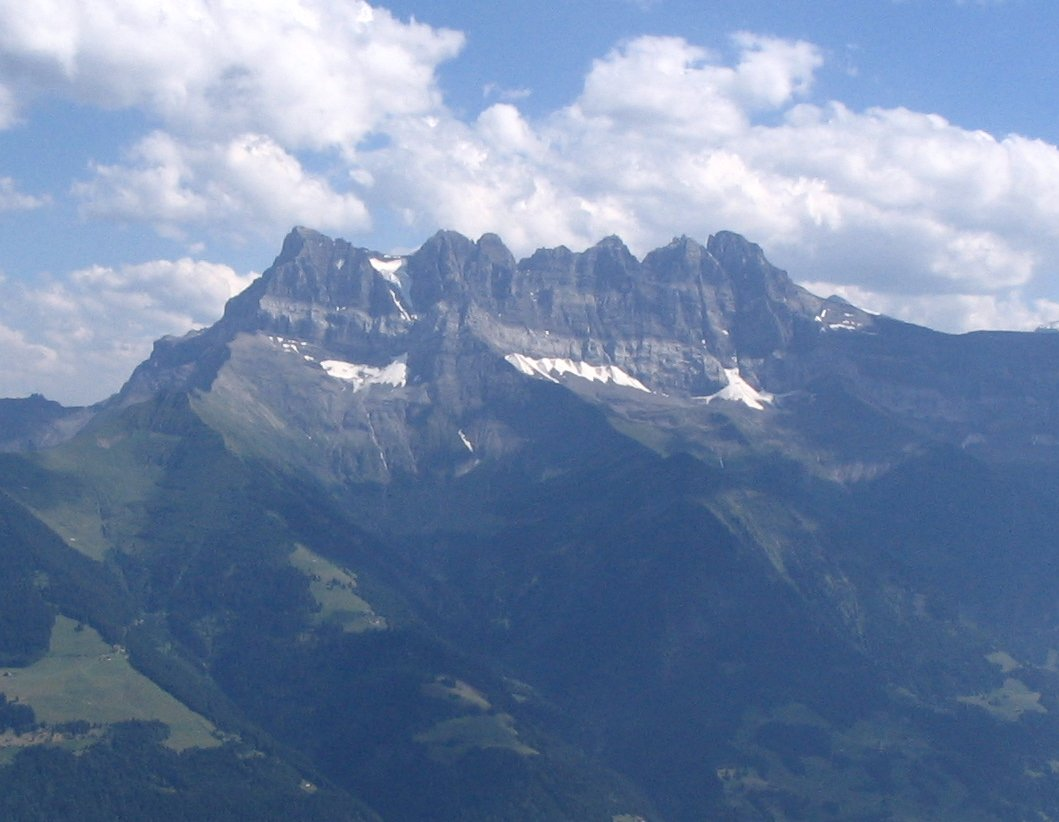
Les Dents du Midi vues depuis la pointe Bellevue (Morgins). De gauche à droite : la cime de l'Est, la Forteresse, la Cathédrale, l'Éperon, la Dent Jaune, les Doigts et le point culminant : la Haute Cime

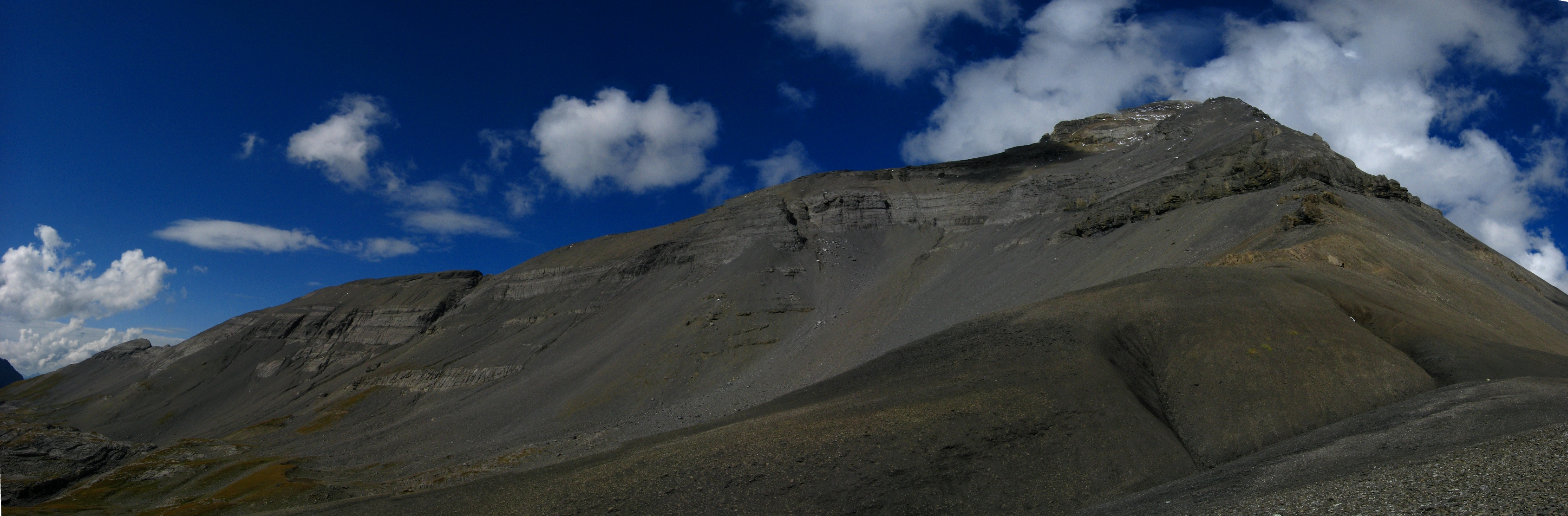
La Haute Cime, depuis le col de Susanfe

- le col de Susanfe, 2 494 mètres, dernière étape avant l'ascension de la dent.